# Studnica
A Studnica (német nyelven Stüdnitz) egy folyó Észak-Lengyelországban, a Wieprzába ömlik. Hossza 38 km, vízgyűjtő területe 315 km². A Bytówi-tóvidék nyugati részében ered, a Polanówi-fennsík egy erdős ősfolyamvölgyén keresztül folyik.

## Útja
A Studnica a Studzieniczno Małe-tóból, Miásztkó község területén 165 m magasan ered. A folyó partján Miásztkó városa fekszik. A Wieprzába Biesowice mellett ömlik.
A torkolatánál a Studnica szélesebb, mint a Wieprza.
A folyó ismert kajakútvonal.

## Fordítás
Ez a szócikk részben vagy egészben  a   Studnica (dopływ Wieprzy) című lengyel Wikipédia-szócikk ezen változatának fordításán alapul.  Az eredeti cikk szerkesztőit annak laptörténete sorolja fel. Ez a jelzés csupán a megfogalmazás eredetét és a szerzői jogokat jelzi, nem szolgál a cikkben szereplő információk forrásmegjelöléseként.